# Boštjan Klun
Boštjan Klun (rojen kot Boštjan Kljun), slovenski televizijski in radijski voditelj, * 12. september 1979, Izola
Najbolj je znan kot nekdanji voditelj oddaj E+ in Polnočni klub. Bil je ambasador prostovoljstva (Slovenska filantropija). Deloval je v klubu Lions Maribor Piramida, sicer pa je ustanovni član Rotary kluba RC Steierska Štajermark. 
Delal je tudi v svetovalnem podjetju, ki ga je vodila bivša žena.

### Televizija in vodenje prireditev
Leta 2004 je postal sovoditelj oddaje E+ na Kanalu A. Kasneje je bil na Televiziji Slovenija eden od voditeljev oddaj Polnočni klub in Dobra ura. Na Planet TV je bil sovoditelj kviza 2 na 2.
Z Ulo Furlan je leta 2014 vodil dobrodelno glasbeno prireditev za zbiranje pomoči za žrtve poplav v Srbiji, Bosni in Hercegovini in na Hrvaškem. Vodil je odprtje prve restavracije verige KFC v Sloveniji.

### Radio
Bil je voditelj na Radiu Capris, Radiu Koper in Radiu Center.

### Zasebno
Aprila 2009 si je priimek Kljun spremenil v Klun. Iz zakona z bivšo ženo ima dva otroka. O njegovi ločitvi so mediji poročali v začetku leta 2025.